# 周珫
周珫（1497年—？），字潤夫，號石厓、石崖，湖廣德安府應城縣民籍，京山縣人，明朝政治人物。

## 生平
嘉靖四年（1525年）乙酉科湖廣鄉試第三十三名，十一年（1532年）壬辰科會試第一百九十八名，廷試三甲第三十五名進士。吏部觀政，初授浙江永嘉縣知縣。嘉靖十五年（1536年），任戶科給事中，十八年正月升吏科右，同年因勸阻明世宗南巡而貶為鎮遠典史。
數年後，起為婺源縣知縣，遷戶部主事，調禮部主事，歷升員外郎、儀制司郎中、按察司副使、廣西左參政、升山東按察使。嘉靖三十一年（1552年）三月，任都察院右僉都御史，駐守昌平，三十二年二月被劾，回籍聽堪。嘉靖三十三年八月，起復總理糧儲提督軍務兼巡撫應天。嘉靖三十四年五月，加升兵部右侍郎，仍兼原職，接替張經總督南直隸浙福軍務。恰逢當時胡宗憲代替李天寵，於是想奪取周珫職位。於是趙文華彈劾周珫，而舉薦胡宗憲，明世宗奪其官職、勒令為民。周珫在官僅三十四日，由楊宜接任。

## 家族
曾祖周韶。祖周域。父周傚，台州府同知；母陳氏。具慶下。弟周玧；周珖。子周延祐；周延磐（甲午舉人）；周延香（鴻臚寺）。